# Venezillo perlatus
Venezillo perlatus är en kräftdjursart som först beskrevs av Dollfus 1896C.  Venezillo perlatus ingår i släktet Venezillo och familjen Armadillidae. Inga underarter finns listade i Catalogue of Life.